# You're the best! Lee Soon Shin.
You Are the Best!Lee Soon Shin (tiếng Hàn: 최고다 이순신; Romaja: Choegoda Yi Sun-sin; dịch nghĩa đen: "The Best Lee Soon-shin") là một bộ phim của Hàn Quốc với sự tham gia của các diễn viên IU, Jo Jung Suk, Go Doo Shim, Lee Mi Sook, Yoo In Na, Son Tae Young, Go Joo Won và Jung Woo. 50 tập phim được chiếu trên kênh KBS từ ngày 9 tháng 3 tới ngày 25 tháng 8 năm 2013, lúc 19:55 tối các ngày thứ 7 và chủ nhật (theo giờ Hàn Quốc). Bộ phim kể về một gia đình đã gặp nhiều biến cố sau cái chết đột ngột của người cha, và từ những biến cố đó họ đã học được ý nghĩa thực sự của tình yêu và hạnh phúc.

## Tóm tắt
Kim Jung-ae (Go Doo Shim) đã dành tình yêu cho Lee Soon Shin (IU) như là con gái ruột của bà, sau khi chồng bà mang đứa trẻ về nhà và nói rằng ông tìm thấy cô bị bỏ lại ở một bến xe bus. Soon Shin trở thành em út trong 3 chị em của gia đình. Sau khi lớn lên, Soon Shin là một sinh viên tốt nghiệp đại học nhưng không thể kiếm được việc làm chính thức mà chỉ làm những công việc bán thời gian với đồng lương thấp. Một ngày, cô trở thành mục tiêu của một kẻ lừa đảo, hắn tự nhận mình là Shin Joon Ho, người đứng đầu của một công ty nổi tiếng về quản lý diễn viên, công ty Gabi Entertainment. Hắn lừa cô rằng cô có tiềm năng để trở thành một diễn viên. Sau cô đã ký hợp đồng một cách vội vàng do được mẹ ủng hộ, cô mới phát hiện ra mình đã bị lừa và mang món nợ lên đến 10 triệu won. Sau vụ việc đó để kiếm tiền trả nợ cũng như giấu diếm gia đình việc mình đã bị lừa cô xin vào làm việc ở nhà hàng Black Smith, nhà hàng ngay bên dưới văn phòng của công ty Gabi Entertainment. Không lâu sau đó, cha của cô, Chang Hoon (Jung Dong Hwan) đã chết trong một vụ tai nạn giao thông mà không bắt được hung thủ và không có nhân chứng.
Shin Joon Ho (Jo Jung Suk) là giám đốc của công ty Gabi Entertainment, là một công ty nổi tiếng hàng đầu về quản lý diễn viên. Anh đã từng yêu và bị Choi Yeon Ah (Kim Yoon Seo) bỏ rơi để chạy theo sự nghiệp diễn viên, nhưng anh vẫn còn tình cảm nên luôn muốn đưa Yeon Ah trở thành diễn viên của công ty mình. Trong một lần anh và Yeon Ah đánh cược, với sự tự tin và kiêu ngạo vào khả năng của mình nên anh đã quyết định ký hợp đồng diễn viên với Soon Shin và quyết tâm biến cô trở thành một ngôi sao. Nhưng lúc này mẹ của cô đã không ủng hộ cô sau khi bà phát hiện ra người chồng quá cố của mình có mối quan hệ với một người phụ nữ khác, mẹ ruột của Soon Shin. Sau đó bà phát hiện ra rằng mẹ ruột của Soon Shin chính là diễn viên nổi tiếng Song Mi Ryung (Lee Mi Sook).
Chị gái thứ 2 Lee Yoo Shin (Yoo In Na) đã sống bên cạnh cậu bạn Park Chan Woo (Go Joo Won) từ khi còn nhỏ. Mặc dù họ luôn luôn cãi nhau, nhưng Chan Woo, bây giờ là một bác sĩ da liễu, vẫn luôn thầm yêu cô. Còn Yoo Shin là người luôn trốn tránh việc kết hôn và sinh con, thay vào đó cô luôn ưu tiên dành sự quan tâm tới việc thành công trong công việc. Nhưng phải cho đến khi em gái của Joon Ho là Shin Yi Jung (Bae Geu Rin) phải lòng Chan Woo, Yoo Shin mới nhận ra tình cảm thực sự của cô dành cho anh.
Chị gái cả Lee Hye Shin (Son Tae Young) là một cô gái xinh đẹp và tài giỏi, nhưng cô luôn cảm thấy mình thất bại sau khi ly hôn với chồng. Như một người đã ly hôn, một bà mẹ đơn thân, cô gặp nhiều khó khăn trong việc tìm kiếm việc làm. Sau đó cô gặp Seo Jin Wook (Jung Woo), một người thợ làm bánh, người đã dành cho cô những sự quan tâm dịu dàng và giúp cô hàn gắn vết thương.
Trong khi đó, Soon Shin không hề biết rằng mình là con nuôi. Cô tiếp tục học diễn xuất từ Mi Ryung, điều này khiến gia đình cô rất phiền lòng. Họ cảm thấy rất khó hiểu tại sao mà Chang Hoon lại không chung thủy. Quan sát cách mà Soon Shin làm mọi thứ để thực hiện giấc mơ trở thành diễn viên của mình, Joon Ho nhìn lại bản thân mình và anh tìm thấy sự thay đổi trong chính mình khi anh đã tìm ra ý nghĩa thực sự của thành công. Khi mà Mi Ryung phát hiện ra Soon Shin chính là con gái của Chang Hoon, bà tìm cách phá hủy sự nghiệp của cô. Mi Ryung còn tiết lộ cho cô biết rằng cô chỉ là một phần của vụ cá cược của Joon Ho, điều này đả kích rất lớn tới Soon Shin khiến cô quyết định rời bỏ việc diễn xuất. Mặc dù bản thân không muốn thừa nhận những cảm xúc lãng mạn của mình dành cho cô, nhưng vì thật lòng lo lắng và quan tâm cô nên anh đã quyết định đưa cô quay trở lại với diễn xuất, thứ mà cô đã từng nói là nó khiến cô hạnh phúc. Sau khi gia nhập Gabi Entertainment một lần nữa, Soon Shin cũng nhận ra rằng mình thích Joon Ho và họ bắt đầu hẹn hò.
Sau khi mối quan hệ cô trò bị phá vỡ, Soon Shin cuối cùng đã phát hiện ra rằng Mi Ryung là mẹ ruột của mình. Dù gặp phải nhiều khó khăn với gia đình đã nuôi dưỡng mình, cô vẫn từ chối sống cùng mẹ ruột. Chỉ đến khi gia đình cô bị làm phiền bởi phóng viên, để giữ đám phóng viên ra xa gia đình cô đã đồng ý tới sống cùng Mi Ryung. Tại đây, Soon Shin đã thể hiện rõ sự lạnh nhạt của mình, trước thái độ của cô bà đã nói với cô rằng Chang Hoon không phải là cha ruột của cô, vì vậy cô không có lý do gì để quay lại gia đình mình nữa. Soon Shin vẫn giữ mối quan hệ với gia đình, cũng trong thời gian này cô và Joon Ho làm việc chăm chỉ để có thể ra mắt trong một bộ phim.
Trong khi sống chung cùng Mi Ryung, Soon Shin chứng kiến cuộc sống cô độc và đáng thương của bà và cô bắt đầu đối xử tốt hơn với mẹ ruột. Mi Ryung rất coi trọng mối quan hệ bà đang xây dựng với Soon Shin, bà không muốn bất cứ thứ gì làm hỏng nó. Nhưng sau khi Soon Shin tình cờ nghe được cuộc đối thoại về việc người cha Chang Hoon của cô đã chết trong khi cố cứu Mi Ryung. Cô đã rời bỏ Mi Ryung và Jung-ae đón cô về nhà. Soon Shin đã nói với Mi Ryung rằng nếu muốn nhận được sự tha thứ của cô thì bà phải cầu xin gia đình của cô và phải đứng ra làm nhân chứng bắt hung thủ đã gây tai nạn cho Chang Hoon. Nhưng bà đã từ chối làm điều đó, bà nói rằng danh tiếng là tất cả những gì bà có, và bà không thể đánh mất nó. Sau khi suy nghĩ thay đổi, Mi Ryung đã nói với Shin Dong Hyuk, cha của Joon Ho, đem hộp đen trong chiếc xe của ông tới đồn cảnh sát và trình ra đoạn video đã ghi lại được sự việc xảy ra đêm hôm xảy ra tai nạn. Đồng thời Mi Ryung cũng phải đến đồn cảnh sát để kết hợp điều tra với tư cách nhân chứng. Sự nghiệp của Mi Ryung và Soon Shin đều gặp nguy hiểm sau khi tin tức trên được công khai.
Cuối cùng, Mi Ryung đã mở họp báo để công khai những sự thật về quá khứ của bà và chịu trách nhiệm vì những lừa dối đó, bà cũng thông báo nghỉ hưu, kết thúc sự nghiệp diễn xuất của mình. Hung thủ gây ra tại nạn cho Chan Hoon đã bị bắt và tống giam. Khi kết thúc bộ phim, Mi Ryung sống một cuộc sống yên bình ở một vùng nông thôn. Sau khi Mi Ryung đến xem vở nhạc kịch của Soon Shin, cô đã có hành động tha thứ cho bà khi nói lời cảm ơn với bà và lần đầu tiên gọi bà là "Mẹ". Mặt khác về phía gia đình Soon Shin, Hye Shin hẹn hò với Jin Wook với sự đồng ý của Woo Joo, Yoo Shin và Chan Woo đang chuẩn bị cho sự ra đời của đứa con đầu lòng của họ, và Soon Shin quay bộ phim đầu tiên với Joon Ho. Anh đã có kế hoạch cầu hôn cô.
Sau cái chết của người cha, ba chị em đã trở nên trưởng thành hơn sau khi cùng nhau đối mặt với những khó khăn như một gia đình. Họ nhận ra được rằng những điều quý giá nhất trong cuộc đời có thể tìm thấy được trong chính bản thân mình, và hạnh phúc sẽ đến với những người có đủ can đảm, những người có lòng tự trọng cao và có trách nhiệm với chính cuộc đời của mình. Dù cho nghèo khó vẫn tốt, dù không phải là người đầu tiên vẫn tốt, và dù không được đứng dưới ánh đèn trên sân khấu vẫn tốt. Bạn hãy hạnh phúc với chính bản thân mình.

## Diễn viên và nhân vật

### Diễn viên chính
- IU - Lee Soon Shin.

Soon Shin là tên được đặt theo tên của một vị đô đốc nổi tiếng Lee Soon Shin, một cái tên được đặt bởi bà của cô với hy vọng rằng mẹ cô sẽ có một đứa con trai. Tên của cô còn có ý nghĩa là tin tưởng vào bản thân dù gặp bất cứ khó khăn nào. Tuy nhiên đây vẫn là một cái tên không phù hợp với một cô gái.
Soon Shin sống trong cái bóng của hai người chị xinh đẹp và thông minh hơn cô. Cô dành nhiều điểm kém, không quá xinh, hơi thấp, và không có điểm đặc biệt ở bất cứ thứ gì. Cô ấy không thông minh lại còn khá bướng bỉnh. Cô ấy là người đa cảm và có lòng nhân ái, do đó cô thường là nạn nhân của các trò lừa đảo, mặc dù bản tính của cô là tốt nhưng cô luôn phải chịu sự chối bỏ từ cô chị hai Yoo Shin. Ban đầu, Soon Shin đã mất vài năm ở trường đại học để có thể kiếm một công việc tốt hơn. Trong thực tế, cô ấy vẫn còn chưa quyết định rằng cô cần làm gì cho cuộc sống của mình. Khi cô bắt đầu diễn xuất, nhân cách tươi sáng và tài năng thiên bẩm của cô đã gây sự thu hút với các khán giả cũng như những tiền bối trong nghề.
- Jo Jung-suk - Shin Joon Ho.

Đã từng là một ca - nhạc sĩ có tài, Joon Ho từ bỏ việc làm nhạc và gây dựng một công ty quản lý của riêng mình, Gabi Entertainment, với vai trò CEO anh đưa công ty ngày càng phát triển. Được biết đến là con trai của một bác sĩ  da liễu nổi tiếng ở Seoul, Joon Ho có một tuổi thơ đặc biệt, nhưng anh luôn bị áp lực về việc trở thành một bác sĩ giống như cha anh. Ở trường trung học, anh bí mật thành lập một ban nhạc, nhưng sau đó cha anh đã phát hiện ra và đã gửi anh đến Mỹ. Tại đó, anh học chuyên ngành âm nhạc quảng cáo. Sau khi tốt nghiệp, anh trở lại Hàn Quốc và phát hành một album, nhưng cũng không quá thành công. Vì sự nghiệp âm nhạc của mình mà anh đã cắt đứt mối quan hệ với cha mình. Vào thời điểm đó, bạn gái của anh là nữ diễn viên Choi Yeon Ah. Cả hai nhanh chóng yêu nhau, nhưng khi album thứ hai của anh thất bại khiến anh suy sụp trầm trọng,  và rồi họ đã chia tay.
Joon Ho sau đó đã thành lập một công ty quản lý. Anh đã thành công trong việc cho ra mắt hai nhóm nhạc thần tượng chỉ trong vài năm và anh nổi lên như một ngôi sao đang lên của ngành kinh doanh giải trí. Joon Ho tinh tế, chính xác và nghiêm nghị, tuy nhiên đôi khi anh lại vụng về. Để đáp trả lời thách thức của Yeon Ah, anh sẽ đưa Soon Shin trở thành một ngôi sao, tuy nhiên a bắt đầu hiểu về ý nghĩa thực sự của sự thành công thông qua Soon Shin.
- Go Doo-shim - Kim Jung-ae.

Mẹ của Hye Shin, Yoo Shin và Soon Shin, bà sống cuộc sống trọn vẹn như một người vợ, một người mẹ và một con dâu. Jung-ae không có nhiều, nhưng bà đã nuôi dạy ba cô con gái một cách tốt nhất của thẻ. Con gái cả là người thông minh, đoan trang và cô đã cưới được một người chồng giàu có. Cô sống ở Hồng Kông. Con gái thứ hai là một người quyết đoán và là một trưởng phòng marketing tại một thương hiệu quần áo thể thao ngoài trời. Con gái út, Soon Shin, thì lại luôn luôn gặp rắc rối. Cô không có mục tiêu sống và không có tài năng gì. So với hai chị gái thì Soon Shin thua kém cả về ngoại hình lẫn đầu óc. Jung-ae thề rằng bà đã dành công sức nuôi lớn ba cô con gái như nhau nhưng không biết tại sao chỉ có Shin Soon như vậy. Tuy nhiên, bà biết rằng Soon Shin rất giống bà.
- Lee Mi-sook - Song Mi Ryung / Kim Kyung Sook.

Một diễn viên nổi tiếng, và là diễn viên đầu tiên của công ty Gabi Entertainment, Mi Ryung là diễn viên hàng đầu của Hàn Quốc. Mặc dù đã nhiều tuổi và không còn nổi tiếng như trước nhưng bà vẫn được biết đến như một diva. Bà đã ra mắt khán giả TV vào những năm cuối của tuổi hai mươi, sau khi đóng các vai phụ trong một thời gian dài. Chương trình ra mắt của bà đã đưa bà tiến thẳng lên vị trí cao trong sự nghiệp diễn xuất, và giữ vị trí đó cho đến hiện tại. Mi Ryung có một vài mối tình bí mật, nhưng bà chưa từng kết hôn. Cuộc sống riêng tư của bà được giữ một cách bí mật, vì bà tin rằng một diễn viên thì phải có nét bí ẩn. Bà đã nói dối, và công chúng đều nghĩ rằng bố mẹ bà là giáo viên. Mi Ryung đã khám phá ra tiềm năng của Soon Shin và bao bọc cô. Sau đó, bà đã phát hiện ra bí mật về mối liên hệ giữa bà với Soon Shin, đó là bà chính là mẹ ruột của Soon Shin.

### Diễn viên phụ.
- Yoo In-na - Lee Yoo Shin.

Chị gái thứ hai của Soon Shin là một trưởng phòng marketing của một thương hiệu quần áo thể thao ngoài trời. Cô là một người có năng lực, thẳng thắn và sắc bén, nhưng đối với việc nội trợ lại khá kém và lười biếng. Cô nổi bật ở mọi thứ - thể thao, nghệ thuật, thậm chí cả hẹn hò cũng như yoga. Cô là một người ăn chay và tích cực hoạt động vì môi trường. Cô còn có nhiều mâu thuẫn. Cô không thể chịu đựng được việc thua cuộc và không thể tha thứ khi bị bỏ rơi, thế nhưng cô lại luôn giảng giải về sự bao dung và chữa lành bất cứ khi nào cô có cơ hội. Cô cảm thấy rằng ba mẹ mình luôn dành nhiều tình yêu cho Hye Shin và Soon Shin hơn dành cho cô. "Hye Shin là con gái hoàn hảo và Soon Shin là con út. Vậy thì con là cái gì. Tại sao con được sinh ra? " Yoo Shin đã có những câu hỏi như vậy từ khi còn nhỏ. Giá trị bản thân của cô được xác định rõ khi cô lên 9, cô và Soon Shin đã chơi với những que diêm và không may ngọn lửa đã lan ra căn bếp. Mẹ của cô đã chạy vào trong ngọn lửa và cứu Soon Shin ra trước, việc này đã gây tổn thương cho cô suốt cuộc đời. Cô đã luôn tỏ ra khó chịu với Soon Shin từ đó. Nhưng từ khi Soon Shin gặp phải tên lừa đảo, cô đã bắt đầu chăm sóc Soon Shin. Cô cũng bắt đầu hẹn hò với Chan Woo, tuy nhiên có một thỏa thuận về hẹn hò giữa họ. Nhưng thời gian trôi qua, họ đã thực sự yêu nhau và cuối cùng họ đã kết hôn.
- Son Tae-young - Lee Hye Shin.

Chị gái lớn nhất của Soon Shin là một người xinh đẹp, thông minh, thanh lịch và là một quý bà thực sự. Cô luôn luôn là cô gái nổi tiếng ở trường. Cuộc đời của cô là chuỗi các điểm nổi bật và cô là người con tuyệt nhất trong mắt ba mẹ mình. Sau khi tốt nghiệp một trường đại học hàng đầu, cô nhanh chóng theo đuổi sự nghiệp tại một công ty đa quốc gia. Nhưng cô sớm nhận được một lời cầu hôn từ một người đàn ông có đủ mọi thứ - gia thế nổi bật, đẹp trai và giàu có. Hye Shin luôn sống với mong muốn trở thành người tốt nhất, cô tìm kiếm câu trả lời  tốt nhất trong mọi vấn đề, bao gồm cả hôn nhân. Nhưng hôn nhân của cô không như những gì cô tưởng tượng. Người chồng doanh nhân của cô đã coi thường gia đình nghèo của cô, dù cho bố mẹ cô đã dùng toàn bộ tiền hưu trí để làm của hồi môn cho cô. Cô theo chồng tới Hồng Kông, nơi cô đã sinh ra một bé gái và dành bảy năm để làm mẹ và làm người nội trợ. Rồi một ngày cô trở về Hàn Quốc. Là người giàu tình cảm, đôi khi cô cảm thấy khó xử khi phải kể với gia đình về những khó khăn của mình bởi vì trách nhiệm của một người con lớn nhất của gia đình, trụ cột của gia đình. Cô đã trở về nhà cùng với con gái mình, Woo Joo, cô nói dối gia đình rằng chồng cô đã chuyển công tác về Seoul, nhưng thực ra thì họ đã ly dị.
- Kim Yoon-seo - Choi Yeon Ah

Một diễn viên trẻ tuổi đang lên, Yeon Ah làm tan vỡ trái tim của Joon Ho nhiều năm trước, và hiện nay đang có mối quan hệ thân thiết với Mi Ryung. Cô dự định sẽ thành lập công ty quản lý riêng, và muốn Joon Ho chấm dứt với Mi Ryung để chuyển sang cho cô quản lý. Joon Ho nói với Yeon Ah rằng cô nên từ bỏ kế hoạch tách riêng và hãy kí hợp đồng với anh. Nhưng cô đã thách thức anh rằng hãy chứng minh cho cô thấy tài năng của anh khi biến một người tầm thường như Soon Shin trở thành một ngôi sao. Rồi cô sẽ ký hợp đồng với anh. Sau khi nhận thấy mối quan hệ đặc biệt giữa Soon Shin và Joon Ho, cô đã hủy bỏ lời thách thức của mình và tìm mọi cách để đưa Joon Ho trở lại bên mình.
- Go Joo-won - Park Chan Woo

Chan Woo là một bác sĩ da liễu, anh lớn lên như là người hàng xóm của ba chị em nhà họ Lee. Anh ấy đặc biệt ngọt ngào với Soon Shin, nên cô đã thầm yêu anh trong một thời gian dài. Chan Woo là người hiền lành, chăm chỉ và có nguyên tắc. Anh là một người con hiếu thảo đối với cha mẹ và là người anh chu đáo đối với em gái. Anh vẫn thường giúp đỡ cho cửa hàng gà rán của ba mẹ anh vào cuối tuần. Viện trưởng của bệnh viện nơi anh làm việc rất tin tưởng anh và các bệnh nhân cũng rất ngưỡng mộ anh. Chan Woo học cùng trường trung học với Yoo Shin. Anh luôn là bạn với Yoo Shin từ khi còn nhỏ, nhưng đã coi cô như một người phụ nữ khi họ bắt đầu vào đại học. Khi anh nói rõ hết nỗi lòng của mình cho Yoo Shin nghe, cô đã lập tức từ chối anh, điều này khiến họ ngày càng xa cách nhau. Chan Woo khá bảo thủ và lỗi thời, điều này trái ngược với tâm hồn tự do của Yoo Shin. Nhưng Chan Woo vẫn còn là bạn với cô, điều này giải thích lý do tại sao anh không thích như vậy khi Yoo Shin đã suy nghĩ cho Soon Shin khi biết Soon Shin thích Chan Woo. Điều này dẫn tới việc Chan Woo và Yoo Shin luôn cãi nhau mỗi khi họ gặp mặt. Tuy nhiên, những lần cãi vã này khiến Chan Woo ngày càng yêu Yoo Shin nhiều hơn, và rồi họ đã kết hôn dù cho mẹ của anh ra sức phản đối.
- Jung Woo - Seo Jin Wook

Trong quá khứ, Jin Wook đã từng tham gia vào một vụ ẩu đả và anh đã bị giam trong tù. Còn hiện tại thì anh đang là một thợ làm bánh tại một cửa hàng bánh mỳ ở gần khu nhà của ba chị em nhà họ Lee. Anh gặp Hye Shin và phải lòng cô ngay lập tức, sau đó anh đã đến nhà họ Lee thuê phòng trọ tại tầng hầm của ngôi nhà. Trong khi Hye Shin dạy kèm anh môn Tiếng Anh, anh đã dạy lại cô cách đấm bốc, cách chơi bóng chày và quan trọng hơn đó là cách nói ra những cảm nhận của mình. Dần dần họ đã yêu nhau, đúng lúc này chồng cũ của Hye Shin đã trở lại và xin cô quay lại. Nhưng dù vậy, họ đã đấu tranh cho tình yêu của họ và vượt qua những trở ngại cùng nhau.
- Lee Ji-hoon - Kim Young Hoon

Young Hoon là chủ của nhà hàng nằm phía dưới văn phòng công ty Gabi Entertainment, và cũng là bạn của Joon Ho. Anh đã thuê Soon Shin như là một bồi bàn sau khi biết cô đã bị lừa bởi một tên lừa đảo. Anh luôn chăm sóc Soon Shin khi cô làm việc tại quán cafe. Anh luôn ở bên cô khi cô buồn.
- Kim Kap-soo - Shin Dong Hyuk

Dong Hyuk là cha của Joon Ho và là giám đốc của bệnh viện da liễu/ thẩm mỹ của chính ông. Mặc dù Joon Ho đã tự xây dựng được một công ty khá quy mô và uy tín, nhưng Dong Hyuk nghĩ làm xấu mặt gia đình. Ông sợ rằng Joon Ho sẽ yêu một diễn viên và đưa cô về nhà làm vợ, do đó ông ra sức tổ chức những cuộc xem mắt giấu mặt, trong khi Joon Ho lại luôn tìm cách phá hoại. Chan Woo là bác sĩ mới tại bệnh viện của ông và ông bắt đầu hướng dẫn cho Chan Woo. Ban đầu, Dong Hyuk luôn tức giận mỗi khi nhìn thấy Song Mi Ryung nhưng thời gian trôi qua, ông bắt đầu mở cửa trái tim và coi bà như người bạn mới. Đôi khi họ tình cờ gặp nhau, vì vậy mà vợ của ông, Soo Jung trở nên ghen tuông. Sau đó ông tiết lộ rằng ông là một nhân chứng trong cái chết của Lee Chang Hoon, Mi Ryung cầu xin ông hãy giữ kín bí mật này nhưng phóng viên Park đã phát hiện ra ông đã có mặt tại hiện trường và yêu cầu ông giao nộp hộp đen xe của ông cho cảnh sát, nhờ đó mà vụ án mới được giải quyết.
- Lee Eung-kyung - Yoon Soo Jung

Soo Jung là mẹ của Joon Ho và là vợ của Dong Hyuk. Trong phần đầu của bộ phim, bà và Son Mi Ryung là những người bạn thân, khiến Dong Hyuk khinh thường. Là con gái của cựu giám đốc bệnh viện da liễu/ thẩm mỹ nơi mà hiện tại chồng bà đang làm giám đốc, bà là người không thành thạo các việc nội trợ như dọn nhà và rửa bát đĩa. Tuy nhiên, bà đã có thể nấu nhiều món ăn ngon sau khi tham gia lớp học nấu ăn của Young Hoon. Sau nhiều chuyện xảy ra, bà phát hiện ra Dong Hyuk nhiều lần gặp riêng Mi Ryung. Lần đầu, bà đã không suy nghĩ gì, thậm chí còn vui mừng vì sự nghĩ sự khinh thường của ông đã biến mất. Tuy nhiên, bà để ý thấy Dong Hyuk đã rất vui vẻ bên cạnh Mi Ryung nhưng chưa bao giờ cười như vậy với bà, điều này khiến bà ghen tuông, thậm chí đến mức bà đã đuổi chồng ra khỏi nhà và suy nghĩ đến chuyện ly hôn. Ngay khi bà phát hiện ra rằng chồng bà chỉ đơn giản là đang an ủi Mi Ryung, người đang gặp những rắc rối, bà đã bắt đầu thông cảm và chấp nhận ông.
- Bae Geu-rin - Shin Yi Jung

Yi Jung là em gái của Joon Ho và là một đứa trẻ hư hỏng. Cô đã bị gửi đến học tại một trường nước ngoài nhưng cô đột ngột trở lại do cô đủ điều kiện để học. Cô nói với mẹ mình rằng cô muốn trở thành một diễn viên. Theo lời khuyên của mẹ, cô tham gia vào lớp học diễn xuất của Mi Ryung cùng với Soon Shin. Tuy nhiên, thay vì được học diễn xuất cô luôn bị giao làm những việc nhà mà theo lời Mi Ryung thì đó là một phần của lớp học diễn xuất. Mỗi buổi học Mi Ryung đều làm việc này và Yi Jung đã quyết định rời khỏi lớp học. Cô đã gặp và phải lòng Chan Woo và cô cố gắng để lấy lòng bố mẹ anh. Tuy nhiên, cô đã bị từ chối nhiều lần và quyết định của Chan Woo là không thể thay đổi. Cô đã bỏ cuộc theo đuổi Chan Woo khi biết anh sắp kết hôn. Vào cuối bộ phim, cô ấy trở thành người hòa giải cho cuộc hôn nhân của bố mẹ mình, cô cố gắng khiến họ ở bên nhau lần nữa.
- Yoon Da-hoon - Hwang Il Do

Il Do là quản lý của Mi Ryung trong 30 năm, ông đã từng bị Mi Ryung sa thải sau khi lừa cô. Ông đã được thuê lại sau khi những tin tức về Mi Ryung nổ ra (nguyên nhân là do lỗi của Il Do nhưng Mi Ryung không biết. Ông cũng đưa ra rất nhiều lời khuyên cho bà, chủ yếu là về quá khứ đen tối của bà. Trớ trêu thay, Mi Ryung không bao giờ nghe theo những lời khuyên đó, nhưng sau khi suy nghĩ về nó thì bà lại làm theo những lời khuyên của ông. Ông cũng đóng vai trò nhất định trong việc hòa giải mối quan hệ giữa Mi Ryung và Soon Shin.
- Kim Yong-rim - Shim Mak Rye

Mak Re là bà của ba chị em nhà học Lee và sống cùng họ. Dù cho đã già, nhưng bà vẫn thích đi bộ và leo núi. Bà đã chịu ảnh hưởng sâu sắc khi con trai mình chết trong vụ tai nạn giao thông. Bà luôn là người có tiếng nói trong mọi quyết định của gia đình.
- Song Min Hyung - Park Bok Man

Bok Man là cha của Chan Woo và là một người bạn thân lâu năm của Chang Hoon, ba của 3 chị em họ Lee.
- Kim Dong-joo - Jang Gil Ja

Gil Ja là mẹ của Chan Woo và là chủ của một quán gà rán. Ban đầu, bà luôn tức giận khi Chan Woo lựa chọn Yoo Shin bởi vì bà thấy cô là một người sống không trách nhiệm và lười biếng. Tuy nhiên, sau khi vài lần ra ngoài với Yoo Shin, bà bắt đầu yêu quý cô và trở thành người ủng hộ cho cặp đôi mới cưới.
- Lee Seul-bi - Park Chan Mi

Chan Mi là em gái của Chan Woo và là bạn thân của Soon Shin. Khi Soon Shin trở thành một diễn viên, cô trở thành stylist của Soon Shin (còn được gọi là "coordi" tại Hàn Quốc). Cô là người yêu của In Sung, thư ký của Joon Ho.
- Lee Ji-hoon - Jo In Sung

In Sung đã từng là một diễn viên đầy tham vọng, còn bây giờ anh là cánh tay phải đắc lực của Joon Ho và thư ký tại Gabi Entertainment. Anh được Joon Ho giao nhiệm vụ chăm sóc cho Soon Shin những khi anh vắng mặt. Anh thích buôn chuyện với Chan Mi, cuối cùng anh đã thích cô. Do đó anh luôn tìm cách lấy lòng gia đình cô, anh luôn tìm cách đến cửa hàng gà của nhà Chan Mi.
- Kim Hwan-hee - Han Woo Joo

Woo Joo là con gái của Hye Shin. Vì cha mẹ ly hôn, cô bé luôn tỏ ra tức giân và trút lên đầu Jin Wook. Nhưng sau khi biết được mối quan hệ của bố mình và người phụ nữ khác, cô bé đã mở lòng với Jin Wook.
- Jung Dong-hwan - Lee Chang Hoon

Chan Hoon là con trai của Mak Rye, là chồng của Jung-ae và là cha của 3 chị em nhà họ Lee. Ông là một phần quá khứ của Mi Ryung, và ông đã chết khi cố gắng cứu bà khỏi một chiếc xe đang lao tới.
- Kim Young-jae - Han Jae Hyung

Jae Hyung là chồng cũ của Hye Shin và là cha của Woo Joo.
- Kim Kwang-kyu - "Giám đốc Shin"

Kwang Kyu trong vai một kẻ lừa đảo mạo danh Shin Joon Ho. Ông đã lừa Soon Shin rằng sẽ đưa cô trở thành diễn viên, nhưng trong thực tế ông đã vay 20 triệu won tại ngân hàng dưới danh nghĩa Soon Shin. Ông đã lợi dụng khát khao trở thành diễn viên để lừa nhiều người.
- Choi Gang-won - Go Jae Bum

Jae Bum là một tiền bối của Soon Shin  tại nhà hàng Black Smith và anh luôn ghen tị vì sự quan tâm của quản lý Young Hoon dành cho cô.

## Nhạc phim
| Phần 1: | Phần 1:                          | Phần 1: | Phần 1:    |
| STT     | Nhan đề                          | Nghệ sĩ | Thời lượng |
| ------- | -------------------------------- | ------- | ---------- |
| 1.      | "Molla Molla (몰라몰라)"         | Tahiti  | 03:18      |
| 2.      | "Molla Molla (몰라몰라) (inst.)" |         | 03:18      |

| Phần 2: | Phần 2:                                | Phần 2:    | Phần 2:    |
| STT     | Nhan đề                                | Nghệ sĩ    | Thời lượng |
| ------- | -------------------------------------- | ---------- | ---------- |
| 1.      | "Counting Stars at Night (별 헤는 밤)" | Sunny Hill | 03:35      |

| Phần 3: | Phần 3:                                               | Phần 3:                         | Phần 3:    |
| STT     | Nhan đề                                               | Nghệ sĩ                         | Thời lượng |
| ------- | ----------------------------------------------------- | ------------------------------- | ---------- |
| 1.      | "I Completely Love You (완전 사랑해요)"               | Jo Jung-suk                     | 03:09      |
| 2.      | "I Completely Love You (완전 사랑해요) (inst.)"       |                                 | 03:09      |
| 3.      | "I Can't Live Without You (한 사람만 보여요)"         | Changmin (2AM) and Dahee (GLAM) | 03:59      |
| 4.      | "I Can't Live Without You (한 사람만 보여요) (inst.)" |                                 | 03:59      |

## Ratings (Tỷ suất người xem)
Trong bảng thống kê sau, ratings của bộ phim cao nhất sẽ được biểu diễn bởi màu đỏ, và rating thấp nhất sẽ được biểu diễn bằng màu xanh
| Tập        | Ngày chiếu | TNmS Ratings(%)           | TNmS Ratings(%)           | AGB Ratings(%)            | AGB Ratings(%)            |
| Tập        | Ngày chiếu | Tỉ lệ khán giả trung bình | Tỉ lệ khán giả trung bình | Tỉ lệ khán giả trung bình | Tỉ lệ khán giả trung bình |
| Tập        | Ngày chiếu | Toàn quốc                 | Khu vực Seoul             | Toàn quốc                 | Khu vực Seoul             |
| ---------- | ---------- | ------------------------- | ------------------------- | ------------------------- | ------------------------- |
| 1          | 9/3/2013   | 25.9% (1st)               | 26.6% (1st)               | 22.2% (2nd)               | 22.5% (2nd)               |
| 2          | 10/3/2013  | 27.2% (1st)               | 28.3% (1st)               | 24.3% (1st)               | 24.8% (1st)               |
| 3          | 16/3/2013  | 23.7% (1st)               | 23.9% (2nd)               | 21.0% (1st)               | 22.1% (2nd)               |
| 4          | 17/3/2013  | 25.6% (1st)               | 25.7% (1st)               | 25.2% (1st)               | 26.6% (1st)               |
| 5          | 23/3/2013  | 22.0% (1st)               | 23.1% (2nd)               | 22.3% (1st)               | 22.6% (1st)               |
| 6          | 24/3/2013  | 26.7% (1st)               | 26.8% (1st)               | 26.2% (1st)               | 26.4% (1st)               |
| 7          | 30/3/2013  | 25.3% (1st)               | 26.6% (1st)               | 23.3% (1st)               | 23.5% (1st)               |
| 8          | 31/3/2013  | 28.7% (1st)               | 29.6% (1st)               | 26.9% (1st)               | 27.6% (1st)               |
| 9          | 6/4/2013   | 25.7% (1st)               | 26.1% (1st)               | 25.9% (1st)               | 26.9% (1st)               |
| 10         | 7/4/2013   | 28.5% (1st)               | 29.0% (1st)               | 27.3% (1st)               | 28.6% (1st)               |
| 11         | 13/4/2013  | 24.0% (1st)               | 23.3% (2nd)               | 24.0% (1st)               | 25.4% (1st)               |
| 12         | 14/4/2013  | 27.4% (1st)               | 27.4% (2nd)               | 28.0% (1st)               | 29.8% (1st)               |
| 13         | 20/4/2013  | 25.6% (1st)               | 25.1% (2nd)               | 25.9% (1st)               | 27.1% (1st)               |
| 14         | 21/4/2013  | 26.2% (1st)               | 26.5% (1st)               | 27.3% (1st)               | 29.4% (1st)               |
| 15         | 27/4/2013  | 23.7% (2nd)               | 23.0% (2nd)               | 23.0% (2nd)               | 23.2% (2nd)               |
| 16         | 28/4/2013  | 26.8% (1st)               | 26.9% (1st)               | 26.7% (1st)               | 27.5% (1st)               |
| 17         | 4/5/2013   | 21.7% (2nd)               | 21.4% (2nd)               | 21.7% (2nd)               | 23.6% (2nd)               |
| 18         | 5/5/2013   | 25.4% (1st)               | 25.4% (2nd)               | 26.2% (2nd)               | 28.2% (2nd)               |
| 19         | 11/5/2013  | 21.0% (2nd)               | 22.0% (2nd)               | 22.0% (2nd)               | 23.7% (2nd)               |
| 20         | 12/5/2013  | 26.0% (2nd)               | 26.3% (2nd)               | 27.6% (2nd)               | 29.7% (2nd)               |
| 21         | 18/5/2013  | 24.9% (2nd)               | 25.6% (2nd)               | 24.6% (2nd)               | 26.1% (2nd)               |
| 22         | 19/5/2013  | 27.3% (1st)               | 28.5% (2nd)               | 29.5% (1st)               | 32.0% (1st)               |
| 23         | 25/5/2013  | 22.9% (2nd)               | 23.6% (2nd)               | 23.8% (2nd)               | 25.7% (2nd)               |
| 24         | 26/5/2013  | 27.0% (1st)               | 27.7% (2nd)               | 28.4% (1st)               | 30.9% (1st)               |
| 25         | 1/6/2013   | 24.2% (2nd)               | 25.7% (2nd)               | 24.9% (2nd)               | 25.6% (2nd)               |
| 26         | 2/6/2013   | 26.6% (1st)               | 27.4% (2nd)               | 29.8% (1st)               | 32.3% (1st)               |
| 27         | 8/6/2013   | 23.5% (2nd)               | 24.2% (2nd)               | 24.4% (2nd)               | 26.2% (2nd)               |
| 28         | 9/6/2013   | 26.1% (1st)               | 26.6% (2nd)               | 29.6% (1st)               | 31.7% (1st)               |
| 29         | 15/6/2013  | 22.0% (2nd)               | 22.7% (2nd)               | 23.2% (2nd)               | 24.6% (2nd)               |
| 30         | 16/6/2013  | 24.8% (2nd)               | 26.5% (2nd)               | 27.9% (2nd)               | 31.0% (2nd)               |
| 31         | 22/6/2013  | 24.2% (2nd)               | 25.2% (2nd)               | 24.2% (2nd)               | 26.2% (2nd)               |
| 32         | 23/6/2013  | 26.1% (2nd)               | 27.1% (2nd)               | 27.5% (2nd)               | 28.5% (2nd)               |
| 33         | 29/6/2013  | 23.5% (1st)               | 26.3% (1st)               | 23.5% (1st)               | 24.6% (1st)               |
| 34         | 30/6/2013  | 26.4% (1st)               | 27.7% (1st)               | 26.9% (1st)               | 27.8% (1st)               |
| 35         | 6/7/2013   | 22.2% (1st)               | 24.0% (1st)               | 24.0% (1st)               | 25.1% (1st)               |
| 36         | 7/7/2013   | 26.6% (1st)               | 28.0% (1st)               | 29.9% (1st)               | 31.7% (1st)               |
| 37         | 13/7/2013  | 23.8% (1st)               | 26.1% (1st)               | 23.7% (1st)               | 24.4% (1st)               |
| 38         | 14/7/2013  | 27.8% (1st)               | 30.6% (1st)               | 28.5% (1st)               | 31.7% (1st)               |
| 39         | 20/7/2013  | 23.2% (1st)               | 24.4% (1st)               | 24.4% (1st)               | 26.5% (1st)               |
| 40         | 21/7/2013  | 28.6% (1st)               | 30.3% (1st)               | 30.1% (1st)               | 32.6% (1st)               |
| 41         | 27/7/2013  | 24.0% (1st)               | 25.9% (1st)               | 25.2% (1st)               | 27.0% (1st)               |
| 42         | 28/7/2013  | 24.0% (1st)               | 24.7% (1st)               | 27.1% (1st)               | 30.4% (1st)               |
| 43         | 3/8/2013   | 23.0% (1st)               | 22.9% (1st)               | 22.9% (1st)               | 22.9% (1st)               |
| 44         | 4/8/2013   | 26.4% (1st)               | 25.8% (1st)               | 26.0% (1st)               | 27.4% (1st)               |
| 45         | 10/8/2013  | 24.6% (1st)               | 27.1% (1st)               | 23.7% (1st)               | 25.5% (1st)               |
| 46         | 11/8/2013  | 27.0% (1st)               | 28.2% (1st)               | 26.6% (1st)               | 28.0% (1st)               |
| 47         | 17/8/2013  | 24.5% (1st)               | 25.8% (1st)               | 25.0% (1st)               | 26.0% (1st)               |
| 48         | 18/8/2013  | 27.9% (1st)               | 29.2% (1st)               | 30.8% (1st)               | 33.4% (1st)               |
| 49         | 24/8/2013  | 24.4% (1st)               | 24.0% (1st)               | 25.6% (1st)               | 25.8% (1st)               |
| 50         | 25/8/2013  | 29.3% (1st)               | 31.8% (1st)               | 30.1% (1st)               | 31.8% (1st)               |
| Trung bình | Trung bình | 25.3%                     | 26.1%                     | 25.8%                     | 27.3%                     |

Nguồn: TNmS Media Korea & AGB Nielsen Korea

## Giải thưởng và đề cử
| Năm  | Giải thưởng          | Hạng mục                                        | Đề cử             | Kết quả   |
| ---- | -------------------- | ----------------------------------------------- | ----------------- | --------- |
| 2013 | Korea Drama Awards   | Top Excellence Award, Actress                   | Lee Mi-sook       | Đề cử     |
| 2013 | Korea Drama Awards   | Excellence Award, Actress                       | IU                | Đề cử     |
| 2013 | KBS Drama Awards     | Top Excellence Award, Actress in a Serial Drama | Lee Mi-sook       | Đề cử     |
| 2013 | KBS Drama Awards     | Excellence Award, Actor in a Serial Drama       | Jo Jung-suk       | Đoạt giải |
| 2013 | KBS Drama Awards     | Excellence Award, Actress in a Serial Drama     | Lee Mi-sook       | Đoạt giải |
| 2013 | KBS Drama Awards     | Excellence Award, Actress in a Serial Drama     | IU                | Đề cử     |
| 2013 | KBS Drama Awards     | Best Supporting Actress                         | Yoo In-na         | Đề cử     |
| 2013 | KBS Drama Awards     | Best New Actor                                  | Jung Woo          | Đoạt giải |
| 2013 | KBS Drama Awards     | Best New Actress                                | IU                | Đoạt giải |
| 2013 | KBS Drama Awards     | Best Young Actress                              | Kim Hwan-hee      | Đề cử     |
| 2013 | KBS Drama Awards     | Best Couple Award                               | Jo Jung-suk và IU | Đoạt giải |
| 2014 | Baeksang Arts Awards | Most Popular Actor (TV)                         | Jo Jung-suk       | Đề cử     |
| 2014 | Baeksang Arts Awards | Most Popular Actress (TV)                       | IU                | Đề cử     |

## Tranh cãi
Tổ chức thanh niên toàn cầu DN đã đệ đơn lên tòa án trung tâm quận Seoul để chống lại đài truyền hình KBS khi đã sử dụng tên "Lee Soon Shin" trong tiêu đề của bộ phim. Tổ chức này yêu cầu phải tạm dừng phát sóng cho đến khi cái tên "Lee Soon Shin" được gỡ khỏi tiêu đề của bộ phim, tên nhân vật cũng phải thay đổi. Họ cho rằng hình tượng của nhân vật lịch sử Lee Soon Shin (hay Yi Sun-sin), một vị đô đốc nổi tiếng với những chiến công chống lại hải quân Nhật Bản, sẽ bị làm xấu đi bởi hình tượng yếu đuối và vụng về do nữ diễn viên IU thể hiện.
KBS và công ty sản xuất bộ phim A Story nói rằng họ không có kế hoạch thay đổi tiêu đề cũng như tên của nhân vật. Thay vào đó, họ sẽ thay đổi poster gốc của bộ phim, trong poster đó có hình ảnh một số diễn viên đang đứng trên đồng 100 won (trên mặt của đồng 100 won có hình ảnh tướng quân Yi Sun-sin) bằng một poster mới dùng một bục màu vàng thay thế vào vị trí đồng 100 won.

## Tư liệu tham khảo
1. ↑  TNmS Multimedia Ratings Page Lưu trữ ngày 1 tháng 2 năm 2012 tại Wayback Machine (tiếng Hàn)
2. ↑  AGB Nielsen Media Research Ratings Page Lưu trữ ngày 14 tháng 3 năm 2012 tại Wayback Machine (tiếng Hàn)
3. ↑  Lee, Cory (ngày 2 tháng 1 năm 2014). "Kim Hye-soo Reclaims Glory, Good Doctor, Secret Love Win Big at the 2013 KBS Drama Awards". TenAsia. Bản gốc lưu trữ ngày 28 tháng 3 năm 2014. Truy cập ngày 23 tháng 1 năm 2014.